# 中村隆英
中村 隆英（なかむら たかふさ、1925年10月15日 - 2013年9月26日）は、日本の経済学者。東京大学名誉教授。専門は、経済統計学・日本経済論。東京出身。

## 略歴
- 1939年：東京府立第一商業学校入学（現東京都立第一商業高等学校）
- 1952年：東京大学経済学部卒業
- 1953年：東京大学教養学部助手
- 1957年：東京大学教養学部講師
- 1960年：東京大学教養学部助教授
- 1970年：東京大学教養学部教授
- 1986年：定年退官、名誉教授、お茶の水女子大学教授
- 1990年：東洋英和女学院大学教授
- 2013年9月26日：転移性肝炎のため死去[1]。

### 学外における役職
- 経済企画庁経済研究所所長（1977年から1979年まで）
- 日本統計学会会長（1987年1月から1988年12月まで）

## 受賞歴
- 1993年 -『昭和史』（I・II）で、第20回大佛次郎賞
- 2004年 -『A History of Showa Japan, 1926-1989』で、日本学士院賞

## 著書

### 単著
- 『現代の日本経済』（東京大学出版会、1965年）
- 『経済政策の運命』（日本経済新聞社［日経新書］、1967年）
- 『戦後日本経済―成長と循環』（筑摩書房、1968年）
- 『経済成長の定着』（東京大学出版会、1970年）
- 『戦前期日本経済成長の分析』（岩波書店、1971年）
- 『日本の経済統制―戦時・戦後の経験と教訓』（日本経済新聞社［日経新書］、1974年／ちくま学芸文庫、2017年）
- 『日本経済の進路』（東京大学出版会、1975年）
- 『昭和恐慌と経済政策』（日本経済新聞社［日経新書］、1978年／講談社学術文庫、1994年）
- 『日本経済―その成長と構造』（東京大学出版会、1978年、第2版 1980年／第3版 1993年・2017年）
- 『戦時日本の華北経済支配』（山川出版社、1983年）
- 『明治大正期の経済』（東京大学出版会、1985年）
- 『昭和経済史』（岩波書店「岩波セミナーブックス」、1986年／岩波現代文庫、2007年）
- 『単身者世帯の家計―その消費行動の分析　消費統計モノグラフシリーズ（5）』（日本統計協会、1991年）
- 『昭和史 （I・II）』（東洋経済新報社、1993年／同・文庫判、2012年）
- 『現代経済史』（岩波書店「岩波セミナーブックス」、1995年）

### 共著
- （新家健精・美添泰人・豊田敬）『経済統計入門』（東京大学出版会、1983年／第2版、1992年）
- （聞き手：阿部武司・伊藤修）『昭和を生きる 一エコノミストの回想』（東洋経済新報社、2000年）

### 編著
- 『占領期日本の経済と政治』（東京大学出版会、1979年）
- 『戦間期の日本経済分析』（山川出版社、1981年）
- 『日本経済史(7)「計画化」と「民主化」』（岩波書店、1989年）
- 『家計簿からみた近代日本生活史』（東京大学出版会、1993年）
- 『石橋湛山著作集2 エコノミストの面目 経済論』（東洋経済新報社、1995年）、編・解説
- 『日本の経済発展と在来産業』（山川出版社、1997年）

### 共編著
- （原朗）『現代史資料（43・44）国家総動員』（みすず書房、1970年-1974年）
- （伊藤隆・原朗）『現代史を創る人びと』全4巻（毎日新聞社、1971年-1972年）
- （伊藤隆）『近代日本研究入門』（東京大学出版会、1977年、増補版1983年、復刊2012年）
- （林周二）『統計学のすすめ』（学問のすすめ：筑摩書房、1979年）
- （西川俊作）『現代労働市場分析』（総合労働研究所、1980年）
- （梅村又次）『松方財政と殖産興業政策』（国際連合大学、1983年）
- （林周二）『日本経済と経済統計』（東京大学出版会、1986年）
- （尾高煌之助）『日本経済史(6)二重構造』（岩波書店、1989年）
- （大森とく子）『資料・戦後日本の経済政策構想(1)日本経済再建の基本問題』（東京大学出版会、1990年）
- （宮崎正康）『資料・戦後日本の経済政策構想(2)傾斜生産方式と石炭小委員会』（東京大学出版会、1990年）
- （原朗）『資料・戦後日本の経済政策構想(3)経済復興計画』（東京大学出版会、1990年）
- （宮崎正康）『史料・太平洋戦争被害調査報告』（東京大学出版会、1995年）
- （宮崎正康）『過渡期としての1950年代』（東京大学出版会、1997年）
- （藤井信幸）『都市化と在来産業』（日本経済評論社、2002年）
- （宮崎正康）『岸信介政権と高度成長』（東洋経済新報社、2003年）
- （聞き手：御厨貴と）『聞き書 宮澤喜一回顧録』（岩波書店、2005年）

### 訳書
- M・M・ポスタン『戦後ヨーロツパ経済史』（筑摩書房、1969年）
- エドワード・R・タフティ『選挙と経済政策――経済の政治的コントロール』（有恒書院、1980年）

### 監修
- 連合国最高司令官総司令部編『GHQ日本占領史（全55巻・別巻）』（日本図書センター、1997-2000年）
- 内閣統計局編『日本帝国統計年鑑（全59巻）』（東洋書林、1999-2002年）